# Roman Slobodjan
Roman Slobodjan (ur. 1 stycznia 1975 w Poczdamie) – niemiecki szachista, arcymistrz.

## Kariera szachowa
Dwukrotnie zdobył tytuł mistrza Niemiec juniorów do 20 lat. W 1995 roku został mistrzem świata juniorów. Rok później Międzynarodowa Federacja Szachowa przyznała mu tytuł arcymistrza. W 1997 roku uczestniczył w mistrzostwach świata FIDE w Groningen. W I rundzie osiągnął duży sukces, pokonując Pétera Lékó, ale w II przegrał z Zurabem Azmaiparaszwilim i odpadł z turnieju. W 1998 roku podzielił II miejsce na turnieju w Cappelle-la-Grande, w roku następnym zwyciężył w dwóch turniejach arcymistrzowskich w Berlinie i Lippstadt. W 2000 zwyciężył w Leutersdorf, w 2003 podzielił II miejsce w Arco, a w 2004 triumfował w Hawanie. W 2006 podzielił I miejsce w Dreźnie.
Najwyższy ranking w karierze osiągnął 1 lipca 1998 r., z wynikiem 2575 punktów dzielił wówczas 5-6. miejsce wśród niemieckich szachistów